# Disaster Date
Disaster Date è un programma televisivo statunitense trasmesso dal canale MTV, nel quale una telecamera nascosta riprende l'appuntamento al buio, dagli esiti volutamente disastrosi ed imbarazzanti, tra un attore del cast e un'ignara persona single. Il programma viene trasmesso dal 28 settembre 2009 ed è girato principalmente nella zona di Los Angeles, nella California. Il programma si è concluso il 18 luglio 2011 dopo quattro stagioni.

## Svolgimento
Ogni puntata mostra solitamente tre differenti appuntamenti al buio. Ogni incontro è organizzato da un amico del partecipante all'appuntamento, nonché futura vittima dello scherzo. L'amico racconta inoltre alcune vicende relative al partecipante e tre cose che questo odia. Durante l'appuntamento, l'attore fa puntualmente le tre cose che il partecipante odia, facendolo arrabbiare o imbarazzare. Ogni appuntamento dura 60 minuti, e il partecipante guadagna a sua insaputa un dollaro per ogni minuto che riesce a resistere. Se il partecipante se ne va prima o l'appuntamento raggiunge i 60 minuti, l'attore rivela lo scherzo e gli dà i soldi guadagnati.

## Puntate
| Stagione         | Puntate | Prima TV USA |
| ---------------- | ------- | ------------ |
| Prima stagione   | 20      | 2009-2010    |
| Seconda stagione | 20      | 2010         |
| Terza stagione   | 20      | 2010         |
| Quarta stagione  | 20      | 2011         |